# Сарафанов Геннадій Васильович
Геннадій Васильович Сарафанов (1 січня 1942 — 29 вересня 2005) — льотчик-космонавт СРСР, кандидат технічних наук, полковник (2 вересня 1974), Герой Радянського Союзу (1974).

## Біографія
Народився в селі Синенькі Саратовської області. Дитячі і шкільні роки провів в Саратові, де в 1959 році закінчив середню школу № 16. У 1960 році закінчив один курс 6-го військового училища первісного навчання льотчиків ВПС Прибалтійського військового округу в Кам'янці. У тому ж році поступив до Балашовського вищого військово-авіаційного училища льотчиків, яке закінчив у 1964, отримавши диплом «льотчика-інженера». Після закінчення училища служив в авіаційних частинах Військово-повітряних сил СРСР. Був помічником командира корабля, правим льотчиком 128-го Гвардійського військово-транспортного авіаційного полку 11-ї Гвардійської військово-транспортної авіаційної дивізії Прибалтійського військового округу. За час служби освоїв кілька типів літаків.
У 1965 році зарахований в загін радянських космонавтів. З листопада 1965 по червень 1974 року  проходив повний курс загальнокосмічної підготовки та підготовки до польотів на космічних кораблях типу «Союз» і орбітальних станціях типу «Салют» («Алмаз»). У липні 1974 року разом з Левом Степановичем Дьоміним входив до складу дублюючого екіпажу космічного корабля «Союз-14».
З 26 по 28 серпня 1974 здійснив політ у космос як командир космічного корабля «Союз-15» (разом з Львом Дьоміним). У результаті нештатної ситуації в роботі системи зближення передбачена програмою польоту стиковка з орбітальною станцією "Салют-3» не відбулася, і екіпаж "Союзу-15» достроково повернувся на Землю, це була перша у світі нічне приземлення. Тривалість перебування в космосі склала 2 дні 12 хвилин 11 секунд.
Працював в Центрі управління польотами і Центрі підготовки космонавтів імені Ю. О. Гагаріна. У 1975-1979 роках знову готувався за програмою «Алмаз» у складі групи космонавтів. У 1978 році заочно закінчив Військово-повітряну академію імені Ю. О. Гагаріна, отримавши ступінь кандидата технічних наук. У 1979-1980 роках проходив підготовку до випробувального польоту на Транспортному кораблі постачання як командир умовного екіпажу разом з Володимиром Преображенським і Валерієм Романовим. Однак політ не відбувся у зв'язку із закриттям пілотованої програми ОПВ «Алмаз» і ТКС.

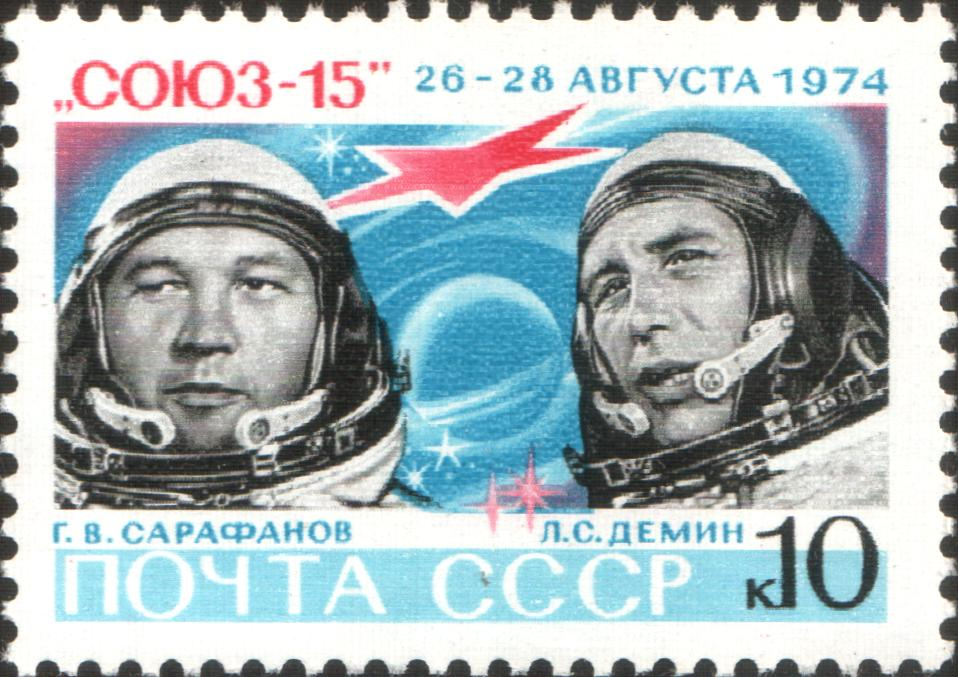
Марка в Радянському Союзі

У липні 1986 року  через хворобу залишив загін космонавтів і звільнився в запас із Збройних сил СРСР. Працював заступником голови Правління товариства «Знання», а потім старшим науковим співробітником промислового об'єднання «Автоматика, наука і технологія ». На початку 1990-х років працював помічником голови адміністрації міста Щолково Московської області.
Помер 29 вересня 2005 року  через післяопераційні ускладнення з приводу раку передміхурової залози. Похований на кладовищі села Леоніха (поблизу Зоряного містечка) Щолковського району Московської області.

## Почесні звання та нагороди
- Герой Радянського Союзу (Указ Президії Верховної Ради СРСР від 2 вересня 1974 року )
- Орден Леніна
- Медаль «Золота Зірка»
- Медаль «За відзнаку в охороні державного кордону СРСР» (1977)
- Медаль «За освоєння цілинних земель» (1974)
- Сім ювілейних медалей
- Почесний громадянин міст Калуга, Гагарін, Джезказган (Казахстан).